# ホワイトバンドプロジェクト
ホワイトバンドプロジェクト（THE WHITEBAND PROJECT）は、2005年の「グローバルな貧困根絶キャンペーン（Global Call to Action Against Poverty ― GCAP）」に始まる貧困撲滅キャンペーンの一つ。
「グローバルな貧困根絶キャンペーン（G-CAP）は各国の政府に貧困対策を求める運動でイギリス、アイルランドで始まり、各国に展開して来た。同年の主要国首脳会議（サミット）や国連総会などの前に、白いリストバンドを付けて「貧困を世界の優先課題に」と訴える意思表示をした。日本においては特定非営利活動法人ほっとけない世界のまずしさ（2008年10月31日解散）が主催した。

## 概要
このキャンペーンでは「お金ではなく、あなたの声をください。その声をあらわすホワイトバンドを身につけてください。」という共通テーマに基づき、貧困を無くすべく活動している。なお、この「ホワイトバンド」は本来は販売されているリストバンド状のものでなくとも、「身近にある白い布や白いひもを用いてもよい。」と述べている。
募金や「ホワイトバンド」の売り上げおよび利益を発展途上国の貧困層への直接的な物的・経済的援助に使うのではなく、自国の政府に働きかけて、発展途上国の貧困層を救済する政策へ変更させる政治活動の資金として用いられる。イギリスにおいてもマーガレット・サッチャー政権が緊縮財政によって公立病院を閉鎖する政策を採ったときに、閉鎖される病院の職員と患者がこのような活動を行って、自分たちの運動の資金源を集めるなど、世界的にNPOによる活動のほとんどがこの形式を取る。ホワイトバンドの場合、先進国がとる知的財産保護政策のため、エイズ治療薬の薬価が第三世界でも高値であり続けていたため、このような活動形式が効果的と考えられた。
このキャンペーンに対してはメディアやアーティスト、NGOなどが使用するアフリカのイメージに対する批判があり、1989年のヨーロッパ共同体への開発NGO連絡委員会総会での「第三世界に関するイメージやメッセージの行動規範」の採択など人道支援のキャンペーンに用いるイメージに関するNGOの自主規制の動きにつながった。

## 欧米におけるキャンペーン
GCAPのイギリスのキャンペーンは「貧困を過去のものに」 （Make Poverty History）という名称でキャンペーンを展開した。
イギリスでは1984年7月にBBCとITVが相次いでエチオピア飢饉を取り上げ、さらに1984年10月のBBCによるによる報道はアメリカでも放映されたことで「エチオピアを救え」という声が広まった。メディアによって援助団体のリストが発表され多くの寄付金が寄せられたり、アーティストの音楽活動などによりアフリカ支援への関心は強まった。
このような動きの中で2000年の国連サミットで採択された「ミレニアム宣言」に基づく「ミレニアム開発目標」の第8目標である「開発のためのグロ ーバル・パートナーシップの推進」に焦点を絞って貿易ルールの是正、開発援助の改善、最貧国への債務帳消しといった政策変更を求めて活動を行うようになったのがGCAPである。
- 2005年7月2日 LIVE 8
- 2005年9月10日 ホワイトバンドデー

## 日本におけるホワイトバンド
日本では、「特定非営利活動法人ほっとけない 世界のまずしさ」が中心となって、NGOのメンバーによって組織された『「ほっとけない 世界のまずしさキャンペーン」実行委員会』が中心となり、運動のシンボルであると委員会が定義づけたゴムのリストバンドの販売などを行なっている。
販売・PRに関してノウハウをまったく持たず、資金も持たなかったNGOに対し、「株式会社サニーサイドアップ」が協力している。
元々は、中田英寿らスポーツ選手、乙武洋匡などのマネージメントをしている「株式会社サニーサイドアップ」社長の次原悦子が、ネットで偶然イギリスのクリッキング・フィルム（ウェブサイト上のPR動画）を見て日本の活動への協力を思いつき、自社の資金を投入して、ホワイトバンドを中華人民共和国の工場で生産する道筋をつけ、20年かけて培ってきたノウハウや、人脈を活かして、PR戦略をプランニングしたそうである。自社に所属するスポーツ選手や文化人にも参加を呼びかけ、スポーツ選手らはノーギャラで活動をPRしたが、ホワイトバンドの売り上げのうち、製造原価や流通経費などの必要経費を除いた分はすべて、NGOの政治活動資金となったため、サニーサイドアップは多額の赤字を出したという。

### 白いゴムのリストバンド
- 日本 - 1本300円(税込) / サイズ(約): 直径70×幅12×厚さ2.5mm / 素材: シリコンゴム / 生産国: 中華人民共和国・マレーシア・南アフリカ

当初1種類のみだったが2005年8月18日よりレギュラー（内径63mm）・スモール（内径58mm）・キッズ（内径50mm）の3種類の商品展開になる。
3秒に1人の子供が死んでいることを象徴する、3つのアスタリスクが刻まれている。レコード量販店や全国の一部の書店で購入可能であった。2005年8月30日より数量限定でコンビニエンスストアでも販売が始まったが、1年後の2006年8月においてはほとんど見かけなくなった。
補足として、同様のリストバンドの中国での生産原価は1元（13円）にも満たない価格で生産可能である。わずか数千個のオーダーで1元にも満たない原価であり、464万本以上（なお、販売本数は464万8754本）の注文であればコストはさらに低いと思われる。

### 300円（税込）の内訳及び使途
- 約200円は、生産国である中華人民共和国での製造費、日本国内での流通費
- 約57円が広告費、特定非営利活動法人ほっとけない 世界のまずしさ事務局の運営費
- 約28円がNGOの政治活動資金
- 14円が消費税

販売価格の約3分の2にあたる約200円が、このキャンペーンとは何の関係もない中華人民共和国での製造費、日本国内での流通費に使われることに対して、「多少販売価格が高くなろうと、アフリカやアジア、南アメリカの被援助国で製造して、現地産業自立補助の一環にすべき」との指摘があり、現在は「アフリカ」の南アフリカと、「アジア」のマレーシアでも生産が行われているが、これらの国は貧困にあえいでいる被援助国ではない上、南アメリカの被援助国においての生産も行われていない。また、現在においても被援助国における生産はまったく行われていない。
以上のような批判を浴び、2005年10月より趣旨説明以外に「売り上げは貧困層への物的・金銭的支援には使われない」と明記をした上での販売が行われるようになった。また同年11月8日には、「貧困国への寄付だと思ったのに」との批判の声に対し、当初の趣旨に反して、急遽売上の内2,500万円を「世界エイズ・結核・マラリア対策基金」に拠出すると発表した。
ホワイトバンドの売り上げ及び使途については、同NGO発行の社会責任活動報告書に記されている。
※詳細は、参照

### 日本政府への要求
このキャンペーンは募金活動ではなく、日本政府の援助政策の変更を要求する政治活動になったとされる。
- 途上国援助額の対国民総所得比0.2%から0.7%への増額
- エイズや基礎教育など社会開発分野への支援の拡大と、対アフリカ支援の拡充
- 途上国市民の援助プロジェクトへの参加
- 援助のプロセスの透明化と途上国政府のガバナンス（統治）の向上
- 以上の目的を実現するための基本法と一元的組織としての援助庁の設立

なお、2005年に開催されたG8（主要国首脳会議）の場で発表された日本政府のODA（政府開発援助）への増額に対して、「ほっとけない 世界のまずしさキャンペーン実行委員会」のウェブサイトにおいては、『政府内部からは「この増額は、GCAP（「グローバルな貧困根絶キャンペーン）への回答である」というコメントがキャンペーンに届けられている』との内容の記述がされている。しかしながら、2006年8月現在、「日本政府（各関係省庁や関係省庁の閣僚）および与党・自由民主党の国会議員に対して、「ほっとけない 世界のまずしさキャンペーン実行委員会」や、委員会が支援するとされるNPOから援助政策の変更要求が行われた結果、上記のようなODA増額が行われた」と言う事実は確認されていない。
また、上記のサイト内において記述されている、「政府内部」とは、具体的に日本政府のどの組織の、どのような地位の人物によるものなのかはまったく記されていない。

### キャンペーン参加の著名人
日本版ホワイトバンドプロジェクトのウェブ・サイトでは、著名人がホワイトバンドをつけた映像を流している。
なお、このプロジェクトが著名人を集められたのは、日本の広告代理店、電通の関与が大きいのではないかという風評もある。中心人物のひとりであるNPO「サステナ」のマエキタミヤコが、電通に関連する人物であるという理由からである。
- 日本版クリッキングフィルム出演者 - カヒミ・カリィ、北島康介、小雪、桜井和寿、佐藤琢磨、SHIHO、田中麗奈、玉置浩二、津川雅彦、TERU、中島美嘉、中田英寿、中村勘三郎 (18代目)、一青窈、藤原紀香、古田敦也、松嶋菜々子、MISIA、宮沢和史、村上龍、柳楽優弥 （50音順）

### White Band FES.
プロジェクトに賛同するミュージシャンによるライブイベント「White Band FES.（ホワイトバンドフェス）」が、2005年12月、さいたまスーパーアリーナで行なわれた。
- 12月3日
GLAY/MISIA/宮沢和史/AI/NITRO MICROPHONE UNDERGROUND/MOOMIN/PUSHIM
- 12月4日
GLAY/MISIA/宮沢和史/DEPAPEPE/orange pekoe/Skoop On Somebody

### 「ほっとけない 世界のまずしさキャンペーン」実行委員会
このキャンペーンの意思決定は実行委員が担った。
実行委員
- 稲場雅紀（アフリカ日本協議会）
- 岩附由香（児童労働を考えるNGO - ACE）
- 内山隆（CHANCE!Pono2）
- 黒田かをり（CSOネットワーク）
- 高橋清貴（日本国際ボランティアセンター）
- 田中徹二（オルタモンド）
- 林達雄（アフリカ日本協議会）
- マエキタミヤコ（サステナ）
- 山田太雲（オックスファム・ジャパン）

事務局メンバー（実行委員会における議決権をもたないメンバー）
- 今田克司（CSOネットワーク）

## ホワイトバンドプロジェクトへの批判

### 欧米における議論
イギリスでは慈善活動への寄付ではなく政策変更を目指して意思表示を求める活動として、20年で様々な行動規範が作成されてきたのに、20年前と変わらない「無力で受動的なアフリカ」のイメージの使用に対して議論が巻き起こった。
1989年のヨーロッパ共同体への開発NGO連絡委員会総会での「第三世界に関するイメージやメッセージの行動規範」では、北側諸国の優越性を示すような偏重を助長するイメージを避けること、対象の尊厳を守ること、第三世界のパートナーたちを単に依存的で無力な人々として描かないこと、貧困の原因にある背景がメッセージにおいて明らかにされなければならないことなどが盛り込まれた。

### 日本における議論
イギリスなどで巻き起こった論点とは対照的に、日本では主に募金が貧しい人々に送られるものと理解してホワイトバンドを購入した人々から実際には政策変更を求めるキャンペーンの活動資金に資金が当てられたことなどをめぐり議論を生じた。
2005年9月初旬時点で次のような批判意見がみられた。なお、主な意見として、
1. 世界的なうごきの「ホワイトバンドプロジェクト」に対する批判
2. いわゆる「日本版ホワイトバンドプロジェクト」に対する批判
3. 「日本版ホワイトバンドプロジェクト」で、「ゴムのリストバンド」を売ることについての批判

などのさまざまな視点が存在する。以下ではおもに2. 3.への批判と思われるものの一例を順不同であげた。また「日本版ホワイトバンドプロジェクト」を自認する「ほっとけない 世界のまずしさキャンペーン」では、こうした批判を「誤解」であると主張し、反論を試みている（2005年9月15日時点）。

#### 運動の目的やホワイトバンド売上金の使途などの不明確さ
- 政策提案とその支持収集が本来の目的だが、そのことがテレビコマーシャルやその他の宣伝活動内で十分に説明されているといえず、貧困の様子を前面に出して感情論的になっている（それが貧困救済募金と誤解させる要因にもなっている）。
- ホワイトバンドの価格が他国の同活動の約3倍（Tシャツも同様）で、価格構成が不自然。また、「意思を表明するのは、日本で販売されている"ホワイトバンド"ではなく、身近にある白い布や白いひもでもよい」とされていることに対しての説明が、当初より行われなかったこと。
- 『バンドの売上使途を曖昧にし錯誤するよう誘導している』との指摘。
- ウェブサイトに「活動費用として使われたお金については、独立した監査人に監査を依頼する予定」「ホワイトバンドの販売が落ち着いた然るべきタイミングで、会計情報の開示をきちんと行う予定」とあるものの、特定非営利活動法人ほっとけない 世界のまずしさは予定を実行していない。
- 日本における運動開始後の2006年8月の時点においても、運動による「政策提案」とその成果についての具体的な報告がされていない。

#### 主催者の社会的信用
- 価格の構成のデータを示す団体、特定非営利活動法人ほっとけない世界のまずしさの信頼性が疑われている。
- 非営利団体であるNGOではない、営利企業であるPR会社に広報・製造・流通に関する陣頭指揮をまかせている。
- 特定非営利活動法人ほっとけない世界のまずしさによる、お金の流れの説明が不十分なため信頼性が疑われる。
- 特定非営利活動法人ほっとけない世界のまずしさやプロジェクトを構成するNGOが、批判に対して正確な回答を行っていないと考えられる。
- 売り上げの一部が寄付される賛同団体について以下の批判がある。
  - 会計報告のない、いわゆる「慈善」団体が賛同団体に含まれている。その為に純粋な活動資金以外の用途に使用されても、それを監視するすべがない。
  - 賛同団体のなかに北朝鮮や中華人民共和国のロビー活動で有名な団体があり、これらの国に対する援助に流用される危険性がある。
  - どの賛同団体にいくら寄付されるか知るすべがない。